# Lasse (Maine e Loira)
Lasse è un comune francese di 280 abitanti situato nel dipartimento del Maine e Loira nella regione dei Paesi della Loira.

## Società

### Evoluzione demografica
Abitanti censiti